# Valentina Herszage
Valentina Herszage (Rio de Janeiro, 11 de março de 1998) é uma atriz brasileira, que ganhou ampla visibilidade no cinema nacional e internacional ao interpretar personagens marcantes nos filmes "Mate-me Por Favor", "Raquel 1:1" e, no ganhador do Oscar de Melhor Filme Internacional de 2025, "Ainda Estou Aqui".

## Carreira
Valentina participou do Novo Curso de Teatro da Universidade Cândido Mendes, em Ipanema, no Rio de Janeiro e da Catsapá Escola de Musicais. Quando criança, em 2009, estrelou o curta-metragem infantil Direita É a Mão que Você Escreve, da diretora Paulo Santos, exibido em 2010 na Mostra de Cinema Infantil de Florianópolis.  Em 2015, participou do filme Mate-Me Por Favor como Bia e recebeu o Troféu Redentor de Atriz na edição de 2015 do Festival do Rio. Em 2016, atuou na peça Jovem Estudante Procura. 
Em 2017, estreou na televisão na novela das sete Pega Pega da Rede Globo como Bebeth Ribeiro.
Em 2019, interpreta Hebe Camargo na juventude, na minissérie Hebe do Globoplay dividindo o papel com a atriz Andrea Beltrão. No mesmo ano, rodou o longa The Seven Sorrows of Mary, do diretor português Pedro Varela e, em novembro, fez a protagonista do filme Raquel 1:1, de Mariana Bastos, lançado no SXSW em 2022. Ainda participou do filme Homem Onça, de Vinicius Reis. No teatro, Valentina integra o elenco da montagem brasileira de Lazarus, de David Bowie e Enda Walsh.
Em 2020, de forma remota gravou o filme Álbum em Família, de Daniel Belmonte, sobre um grupo de atores que se reúne virtualmente para encenar uma peça do Nelson Rodrigues. Em 2022, gravou a série Fim, baseada no romance de Fernanda Torres. Ela interpreta a enfermeira Maria Clara, que cuida de Ciro, papel de Fabio Assunção na velhice. Em agosto, gravou o filme As Polacas, no papel da protagonista Rebeca, uma mulher judia que foge da Polônia, para começar uma nova vida melhor no Brasil, enganada, é levada ao prostíbulo. No final do ano, gravou a série Suíte Magnólia, do Canal  Brasil, de Hamilton Vaz Pereira, interpretando a Nunki, mulher que acredita ter vindo de outro planeta. Em 2023, em junho, gravou o filme Ainda Estou Aqui, de Walter Salles, interpretando Vera Sílvia Facciolla Paiva, uma dos cinco filhos de Eunice Paiva, símbolo de luta contra a ditadura, papel de Fernanda Torres. Em seguida, começou a gravar o remake da novela Elas por Elas, interpretando sua primeira vilã, a mimada Cris, filha de Lara, papel de Deborah Secco.

## Vida pessoal
Valentina Herszage é filha da psicanalista Mônica Coutinho e do empresario Marcello Herszage. Possui ascendência judaica, sendo os seus bisavós oriundos de Varsóvia, na Polônia.

## Filmografia

### Televisão
| Ano       | Título                    | Personagem                            |
| --------- | ------------------------- | ------------------------------------- |
| 2017–2018 | Pega Pega                 | Elizabeth Castro Ribeiro (Bebeth)     |
| 2019      | Hebe                      | Hebe Camargo (jovem)                  |
| 2021–2022 | Quanto Mais Vida, Melhor! | Flávia Santana / Pink                 |
| 2023–2024 | Elas por Elas             | Cristiane Furtado Lopes Pompeu (Cris) |
| 2023      | Fim                       | Maria Clara Barros                    |
| 2024      | Suíte Magnólia            | Nunky Mendes                          |

### Cinema
| Ano  | Título                           | Personagem                           | Notas          |
| ---- | -------------------------------- | ------------------------------------ | -------------- |
| 2009 | Direita É a Mão que Você Escreve | Carolina                             | Curta-metragem |
| 2015 | Mate-Me Por Favor                | Bia                                  |                |
| 2021 | Homem Onça                       | Rosa                                 |                |
| 2021 | Álbum em Família                 | Heloísa                              |                |
| 2023 | Raquel 1:1                       | Raquel                               |                |
| 2023 | O Mensageiro                     | Vera                                 |                |
| 2024 | Vidro Fumê                       | Luana de Freitas                     |                |
| 2024 | As Polacas                       | Rebeca                               |                |
| 2024 | Ainda Estou Aqui                 | Vera Sílvia Facciolla Paiva (Veroca) |                |
| 2025 | Coisa de Novela                  | Laura                                | Telefilme      |
| 2025 | A Batalha da Rua Maria Antônia   |                                      |                |

### Videoclipes
| Ano  | Canção     | Artista       |
| ---- | ---------- | ------------- |
| 2017 | "Me Adora" | César Lacerda |

## Teatro
| Ano  | Título                  | Personagem         |
| ---- | ----------------------- | ------------------ |
| 2016 | Jovem Estudante Procura | Clara              |
| 2019 | Lazarus                 | Garota Adolescente |

## Prêmios e indicações
| Ano  | Premiação                                | Categoría                                        | Trabalho                         | Resultado |
| ---- | ---------------------------------------- | ------------------------------------------------ | -------------------------------- | --------- |
| 2011 | Festival de Cinema de Maringá            | Melhor Atriz Principal                           | Direita é a Mão Que Você Escreve | Venceu    |
| 2015 | Festival do Rio                          | Melhor Atriz                                     | Mate-me Por Favor                | Venceu    |
| 2015 | Bisatto D’Oro do Festival de Veneza      | Melhor Interpretação                             | Mate-me Por Favor                | Venceu    |
| 2015 | Janela Internacional de Cinema do Recife | Menção especial de melhor atuação (júri oficial) | Mate-me Por Favor                | Venceu    |
| 2016 | Prêmio Guarani de Cinema Brasileiro      | Revelação do Ano                                 | Mate-me Por Favor                | Venceu    |
| 2017 | Prêmio Contigo!                          | Melhor Atriz Revelação                           | Pega Pega                        | Indicada  |
| 2017 | Prêmio Extra de Televisão                | Revelação Feminina                               | Pega Pega                        | Indicada  |
| 2020 | Melhores do Ano Minha Novela             | Melhor Atriz Coadjuvante                         | Hebe                             | Indicada  |
| 2022 | North Bend Film Festival                 | Melhor Atuação                                   | Raquel 1:1                       | Venceu    |
| 2023 | Troféu Que História É Essa, Porchat?     | Melhor História de Bar                           | "Afogada na Banheira"            | Indicada  |
| 2024 | Festival Sesc Melhores Filmes            | Melhor Atriz Nacional                            | Raquel 1:1                       | Indicada  |
| 2024 | Prêmio F5                                | Melhor Atuação Coadjuvante                       | Ainda Estou Aqui                 | Indicada  |
| 2025 | Prêmio Grande Otelo do Cinema Brasileiro | Melhor Atriz Coadjuvante de Longa-metragem       | Ainda Estou Aqui                 | Pendente  |